# Bank FC
El Bank FC fue un equipo de fútbol de Laos que alguna vez jugó en la Liga de Fútbol de Laos, la primera división de fútbol en el país.

## Historia
Fue fundado en el año 1994 en la capital Vientián con el nombre Bank of Laos FC, aunque el club participó en la Liga de Fútbol de Laos con varios nombre como Bank of Lao, Banks FC o somplemente Bank FC.
El club fue campeón de liga en dos ocasiones y ganó la Copa del Primer Ministro en un par de ocasiones, todas a inicios del siglo XXI. El club permaneció en la máxima categoría hasta su última temporada en el año 2011 y desapareció al año siguiente por problemas financieros.

## Palmarés
- Liga de Fútbol de Laos: 2

2001, 2010
- Copa del Primer Ministro: 2

2010, 2011